# Anna Popplewell
Anna Katherine Popplewell (ur. 16 grudnia 1988 w Londynie, Wielka Brytania) – brytyjska aktorka. Wystąpiła m.in. w roli Zuzanny Pevensie w ekranizacjach powieści z cyklu Opowieści z Narnii oraz jako Lola w serialu Nastoletnia Maria Stuart.

## Filmografia
- 1998: Zatoka Francuza (Frenchman's Creek) jako Henrietta
- 1999: Mansfield Park jako Betsey
- 2000: Dirty Tricks jako Rebecca
- 2000: Wampirek (The Little Vampire) jako Anna
- 2001: Miłość w zimnym klimacie (Love in a Cold Climate) jako Victoria
- 2001: Seks, miłość i rock’n’roll (Me Without You) jako młoda Marina
- 2002: Daniel Deronda jako Fanny Davilow
- 2002: Marzenia do spełnienia (Thunderpants) jako Denise Smash
- 2003: Dziewczyna z perłą (Girl With a Pearl Earring) jako Maertge
- 2005: Opowieści z Narnii: Lew, czarownica i stara szafa (The Chronicles of Narnia: The Lion, the Witch & the Wardrobe) jako Zuzanna Pevensie
- 2005: 'T4' in Narnia (film dokumentalny) jako ona sama
- 2008: Opowieści z Narnii: Książę Kaspian (The Chronicles of Narnia: Prince Caspian) jako Zuzanna Pevensie
- 2010: Opowieści z Narnii: Podróż Wędrowca do Świtu (The Chronicles of Narnia: The Voyage of the Dawn Treader) jako Zuzanna Pevensie
- 2011: Brave New World jako Maura Taft
- 2011: Comedy Lab jako ona sama
- 2012: Payback Season jako Izzy
- 2012: Halo 4: Naprzód do świtu (Halo 4: Forward Unto Dawn) jako Chyler Silva
- 2013–2016: Nastoletnia Maria Stuart (Reign) jako Lola
- 2014: Passengers jako Beth
- 2015: Freak of Nurture jako Beth
- 2017: The Last Birthday jako Olga
- 2019: You Are Here jako Tanya
- 2023 Zakonnica II jako Kate